# Terjärvs kyrka
Terjärv kyrka ligger i Terjärv i Kronoby kommun, Österbotten. Den används av Kronoby församling.

## Historia
Den första kyrkan i Terjärv började byggas år 1667, samma år som Terjärv blev kapellförsamling. Kyrkan byggdes av bönderna själva utan någon utomstående byggmästares hjälp. Arbetet leddes av bröderna Anders, Daniel och Mårten Olofssöner från Kolam. Den 31 januari 1669 invigdes kyrkan av kyrkoherden i Kronoby, prosten Jacobus Brennerus, och fick namnet Vår Frälsares kyrka.
År 1701 utvidgades kyrkan och i samband därmed blev också klockstapeln uppbyggd på västra gaveln av kyrkan. Vid kyrkans rivning 1774 lösgjordes klockstapeln från kyrkan och flyttades till den plats där den i ombyggt skick ännu kvarstår.
Den nuvarande kyrkan började byggas i april år 1774. Byggmästare var Matts Honga (Lill-Hånga) från Gamlakarleby. Redan i slutet av maj hade arbetet framskridit så långt att man kunde hålla den första gudstjänsten i den nya kyrkan. Den 2 juli 1775 invigdes kyrkan av dåvarande kyrkoherden i Gamlakarleby, Anders Chydenius. Enligt församlingens önskan fick kyrkan namnet Vår Frälsares Jesu Kristi kyrka.
År 1877 ombyggdes kyrkan under ledning av byggmästaren Jaakko Kuorikoski från Kaustby. Kyrkans väggar höjdes med 3½ alnar, det yttre taket gjordes plattare, västra korset förlängdes med 3 alnar och framför detsamma inrättades en förstuga och därovan en läktare för orgeln. Över mittpartiet byggdes en åttakantig attika och överst placerades en ny lanternin som kröns av ett kors. År 1908 tillkom farstun mot södra korsets gavel samt den s.k. nya läktaren. Invändigt har kyrkan renoverats år 1937 och 1976.

## Inventarier
Altartavlorna är fyra till antalet. På centraltavlan ses Kristus på korset och Johannes samt Maria stående och Maria Magdalena knäböjande vid korsets fot. Nedanför ses nattvardens instiftelse. På flygelbilderna ses Eva som stående räcker den förbjudna frukten till den sittande Adam och vidare änglarnas tillbedjan vid Jesu födelse. Tavlorna är alla målade av Erik Westzynthius d.y. åren 1775-77.
På altaret står ett krucifix snidat av bonden Levi Johnsson och donerat av kyrkoherdeparet Ethel och Runar Weckström år 1964. Antependierna i alla liturgiska färger är vävda av Thordis Djupsjöbacka år 2000. Altarduken är sydd och donerad av Anita Wiik, Ninni Forsbacka och Laila Knutar år 1994. Kyrkans 14-armade ljusstake som pryder altaret vid Jul, Påsk, Pingst och Midsommar är gjord av bonden Jonas Storbacka och donerad av väktaren A.G. Öberg år 1844
Predikstolen har förfärdigats år 1818 av kyrkobyggmästaren Heikki Kuorikoski från Kaustby. Dopskålen i tenn är från slutet av 1700-talet och donerad av Juel Emet.
Klockorna i klockstapeln är tre till antalet. Kyrkans första klocka ,"lillklockan", donerades år 1684 av konung Karl XI. De två övriga klockorna, "mellanklockan" och "storklockan" anskaffades av kapellborna själva år 1687. Alla tre klockorna har dock omgjutits senare.

### Orgeln
Terjärv kyrka fick sin första orgel år 1881. Den byggdes av Petter Lybeck från Kronoby. Orgeln hade 15 stämmor fördelade på två manualer och pedal.
Kyrkans andra orgel anskaffades år 1941 från E.F.Walcker & Co. i Tyskland. Den elektropneumatiska orgeln hade 22 självständiga stämmor plus tre transmissioner. Spelbordet var placerat vid sidan av orgelhuset, och hade tre manualer och pedal. Pipverket stod bakom Lybecks fasad, som gjorts stum.
Den nuvarande orgeln invigdes Första söndagen i advent 2003. Den är byggd av den tyska firman Paschen Kiel Orgelbau GmbH. För mensureringen och intoneringen står de finländska orgelbyggarna Helmuth Gripentrog och Kalevi Mäkinen. Orgeln har 24 stämmor fördelade på två manualer och pedal. Fasaden och fasadpiporna är bevarade från kyrkans första orgel. (Lybeck 1881)